# Sellack
Sellack – wieś i civil parish w Anglii, w hrabstwie Herefordshire. W 2011 civil parish liczyła 248 mieszkańców.